# 陳崇智
陳崇智（羅馬拼音：Tan Chong Tee，1916年10月15日—2012年11月24日），是第二次世界大戰期間活躍於新加坡和馬來亞的華裔抗日戰士，在戰前是一名出色的羽球運動員。新加坡被日本佔領後，他在1942年左右加入136部隊；1944年，在執行任務期間，他與林謀盛以及多名136部隊成員被日本人俘虜，在囚禁期間遭受酷刑。戰後他重返羽球界，後來成為商人。
陳崇智青少年時期是羽球運動員，與黃秉璇大致活躍於同一時代，是少數能在正式比賽中擊敗黃秉璇的球員之一。